# Награда „Стоян Михайловски“
Вижте пояснителната страница за други значения на Стоян Михайловски.
Наградата „Стоян Михайловски“ се присъжда ежегодно от Синдикат „Образование“ към КТ „Подкрепа“ на изявени български учители от училища на територията на България.

## История
Най-голямата награда на Синдикат „Образование“ се присъжда от 2012 г. За приза се номинират педагози, изявени професионалисти с доказан принос в своята дейност. Сред критериите са да са участвали в национални и международни проекти, научни прояви и да проявяват новаторство в учебно възпитателния процес, както и техни възпитаници да имат успешни регионални, национални или международни изяви. Цел е популяризиране сред обществеността на високите постижения, талант, професионализъм, граждански морал и принос в синдикалното движение на българския учител.

## Церемония
Церемонията по награждаване е на 24 май – Деня на светите братя Кирил и Методий, на българската азбука, просвета и култура и на славянската книжовност. Носителят се награждава с плакет и парична награда в размер на 1 учителска заплата.

## Категории
Броят на категориите варира през годините.
- „Учител на годината – детска градина"
- „Учител на годината – начално образование"
- „Учител на годината – основно и средно образование"
- „Учител на годината – професионално образование"
- „Учител на годината – специализирано учебно заведение"
- „Учител на годината – приобщаващо образование“

По традиция синдикатът връчва награди също на кметове на общини и на началници на регионални управления на образованието за отлично партньорство и социален диалог.